# ＃MeToo運動的國際反應
＃MeToo已在全球最少85個國家中使用。

## 菲律賓
在菲律賓的男女亦藉此机会分享了他們的有关经歷。

## 意大利
意大利女性在公開被性侵犯與性騷擾的经歷时則附带「#QuellaVoltaChe 」（在那個時候）此一標籤。

## 瑞典
在瑞典，部分女性通过该标签指控马丁·蒂梅尔与记者弗雷德里克·维尔塔宁对她们的侵犯行为。蒂梅尔在TV4上的节目于10月20日被取消。

## 日本
在日本，由于对性侵犯幸存者的社会污名化，据报道在日本有4％的强奸案，其中一半的刑事指控被检察官撤销。日本文化中的许多强奸神话通常要求妇女对性侵犯负责，而不是对袭击者负责，从而创造了一种环境，即使受害者挺身而出“日本社会希望她们保持沉默”。在日本，“强奸”一词是禁忌，通常用来形容威胁性较小的词语。就像说未成年受害人被“殴打”，或一名妇女被“侵犯”，导致公众对问题的普遍性缺乏全面了解。同意的年龄仍然是13岁。日本的女性从小就经常受到骚扰。举例来说，在公共交通工具上称为痴汉。自1907年以来，关于性侵犯治疗的法律自2017年以来一直没有变化。此前没有将口头和肛门攻击视为强奸。尽管在2017年扩大了对攻击的定义，但只有在有明确证据表明该行为涉及到武力和抵抗的情况下，强奸才会依法被定为犯罪并应受到起诉。
2017年5月，日本電視台記者伊藤诗织出面指控，慘遭51歲TBS電視台長官山口敬之迷姦，事件引發全國民眾議論，甚至受到國際媒體關注。雖然山口承認曾脫下伊藤的衣服，但他也強調發生性關係的當下，對方不但清醒，而且也沒有反對及抵抗。
據《紐約時報》報導，山口敬之受訪時承認，當天晚上確實將喝醉的伊藤帶往自己的房間，雖然覺得不合適，但覺得將她留在車站或是飯店大廳也不太合適。不過，根據律師建議，山口拒絕講述後來發生的事。
但回應伊藤的民事訴訟法庭文件時，山口表示脫了她的衣服，幫她清洗乾淨，將她放在房間的床上，「後來她醒來了，跪在他的床邊道歉。」山口在文件中提到，當下他要她躺回去，接著坐在她的床上，最後發生性關係，「當時她是清醒的，沒有反對或抵抗」、「所以我完全沒有在你無意識的時候，跟你發生性關係。」
山口事後還發電子郵件給伊藤，信中指責她爬上他的床，「我當時也喝得酩酊大醉，像妳這麼迷人的女人半裸來到我床上，結果我們就那樣了，我想我們都應該檢討一下自己。」另一封郵件內還寫道「就算妳堅持認為這是準強姦，妳也絕對不可能打贏官司。」建議她乾脆去諮詢律師。
她说，她对日本法律制度的经验表明，性犯罪的受害者受到破坏和忽视。她呼吁日本议会更新日本已有一百多年历史的有关强奸法律的。她解释说，如果不亲自进行初步采访，就无法获得有关哪家医院提供强奸工具的信息。当她去警察局时，她不敢提交报告，并告知如果这样做，她的职业生涯将无缘无故地被葬送。也有人告诉她，她不像受害者那样行事，必须接受几名官员的采访，其中包括一名在拍照时让她与假人重演的人。尽管他们最初表示将逮捕山口，但此案和指控被意外撤销。然后伊藤去找了媒体，但是没人会接受她的故事。当她在新闻发布会上谈到这一经历时，她发表了全国性的新闻，并立即开始受到负面的强烈反对，仇恨邮件和威胁。她对山口县提起刑事诉讼的尝试一直没有成功，但截至2018年，她仍在对他提起民事诉讼，他正在为他辩护。在对自己报告性侵犯的经历进行反思后，伊藤指出“法律或社会中很少有性同意的概念”，这表明需要在学校中接受更多的教育，尤其是在日本社会普遍存在着强奸文化和权力失衡的情况下 。伊藤进一步指出，＃MeToo运动在日本规模很小，但是“在美国和其他地方发生的事情为我们的媒体提供了一个机会，可以在这里讨论性骚扰和性侵犯，并提高人们的认识。”
2018年，攝影師荒木經惟被女模特舉報性騷擾與借權力施壓，攝影記者廣河隆一則被多名女性控告性侵。2022年初，電影導演榊英雄、園子温以及演員木下鳳華被多名女演員控告受到性騷擾或性侵，在日本演藝圈引發連鎖反應。
MeToo运动在日本的另一个体现是KuToo运动的后续发展。 这项运动是基于日文中的“ kutsu”一词和“ kutsuu”一词来表达的，旨在响应公司的规范，该规范要求工作场所的妇女始终穿高跟鞋。同样，女性在求职时也被迫穿高跟鞋，以提高在公司中找到竞争地位的前景。该运动是由作家石川优实创立和支持的，得到了足够的支持，导致向劳工部官员发送了请愿书。特别是，KuToo旨在促使官员制定反性骚扰和歧视法律，该法律将禁止公司限制妇女在工作场所穿除高跟鞋之外的任何物品。

## 中国大陆

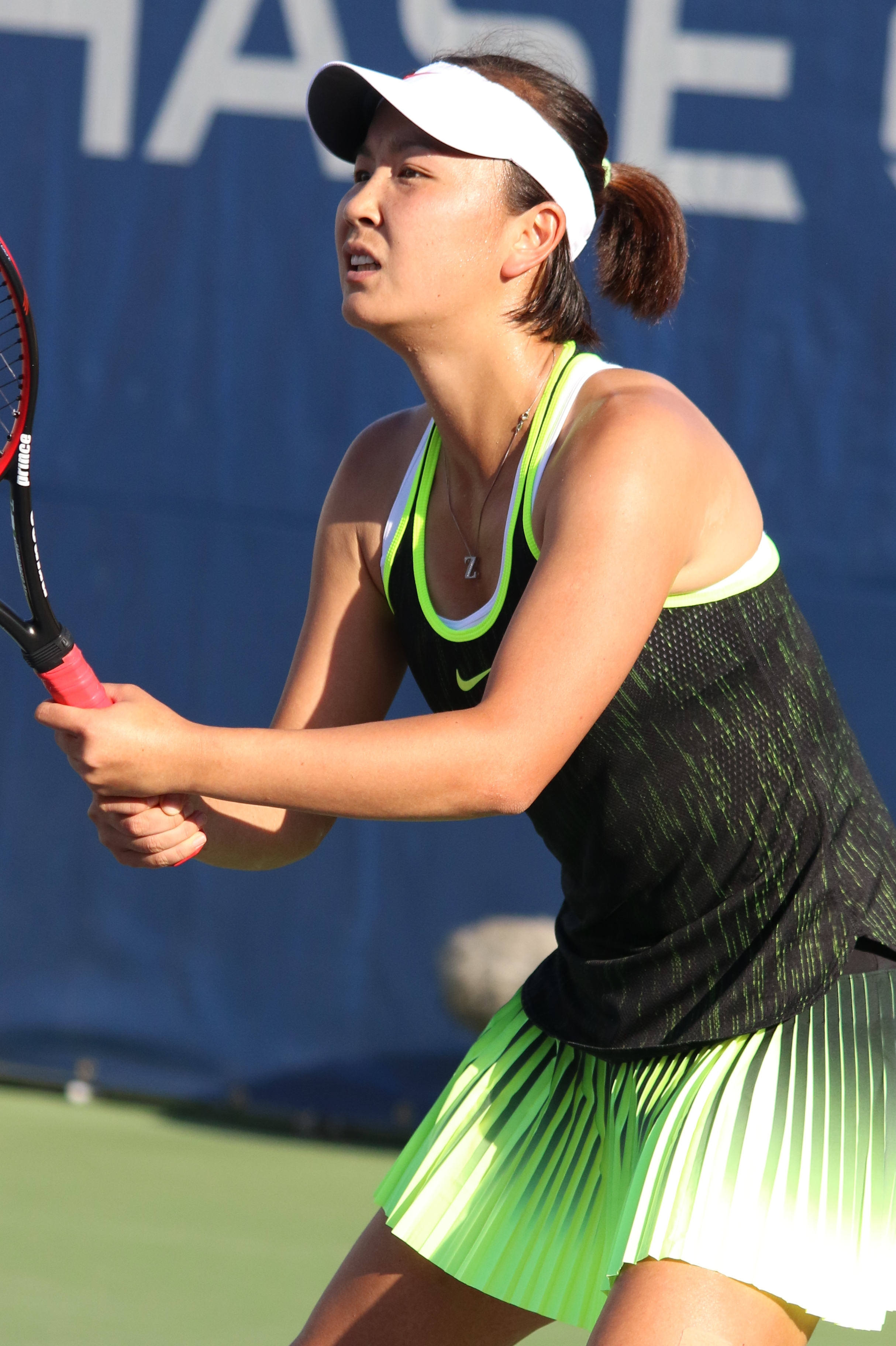
Peng US16 (27)

在中国大陸的社交网络上，有时使用#我也是WoYeShi或#metoo主题标签表示#Metoo主题标签。MeToo与普通话“米兔”二字谐音，因此有时也与#RiceBunny的主题标签一起使用。
自陈小武事件后，“我也是”一度成为中国大陆媒体的流行话题。在中国大陆，通过中华人民共和国网络审查服务降低了中国大陸MeToo帖子的发布速度。到目前为止，＃MeToo辩论似乎仅限于大学。媒体上，有人发声支持该运动，并且指出中国大陆性侵问题的严重性，希望运动的影响力可以从当前的教育界进一步拓展到职场；有人根据抽样调查和统计指出中国大陆的性侵事件次数一直在减少，应当警惕极端保守人群借机扩大话题、夸大事实，在注意到公众在性话题的认知落后的同时，积极探讨性骚扰的合理定义，完善性骚扰处置的理论依据。据英国卫报报道，中華人民共和國官方的《中国日报》上刊登的一篇文章指出，由于高等的教育和文化，性行为不端只存在於西方國家，这已经引起了互联网的广泛骚动。
2021年6月，微博用户都美竹透露，她在17岁时曾遭到加拿大华裔偶像吴亦凡的性侵犯。 7月18日，她透露吴亦凡以支持娱乐圈为借口与女性发生性关系。她声称，包括她在内的受害者超过八人，而且其中还有两名未成年人。在她第一次指控后，至少24名女性透露她们曾遭到吴亦凡的性侵犯。 她在微博上发布了最后通牒，敦促吴亦凡向所有他性虐待和精神虐待的受害者道歉，并离开演艺圈，否则她将发布她收集的视频和照片证据。都美竹的勇敢不仅引起了在吴的虐待下遭受虐待的名人和公众人物的支持，还激发了中国公众的支持，引发创建了#girls help girls#的微博标签。在标签中，网友表达了对都美竹的支持，分享了自己遭受性暴力的经历，并反思了当代中国父权制下的女性社会地位和性暴力等问题。 都美竹引发的#girls help girls#运动被称为中国版#MeToo运动。吴亦凡于2021年8月16日因强奸指控被捕，并于2022年11月25日因强奸三名醉酒妇女而被定罪，并因此被判处11年零10个月监禁。

## 香港
香港城市大學的一对教授最近进行的一项研究表明，香港约有80％的职业女性在职业生涯中的某个时候经历过性骚扰，并且在报告发布后网上对此产生了强烈的愤怒反应。激进主义者冯远指出，香港没有禁止性骚扰的法律，并使用官方媒体鼓励妇女专注于家庭和留在家中。最近的新法律规定，电视节目中包含妇女的乳沟图像，婚姻以外的性行为或以正面的眼光呈现“西方生活方式”的任何话题都是违法的。
香港田径运动员吕丽瑶在其23岁生日当天用这一标签在脸书上爆出了她曾遭到的性侵犯。她说她的举动是受到了美国体操运动员麦琪拉·玛隆妮的影响。她特别用了“#metoo”标签，并上传了一张她手书“#metoo lly”（lly为其姓名首字母）的照片。法官審理後指出，原告證詞前後不一且不合常理，事發當時的姿勢若無原告配合難以完成犯行，再加上事後仍與原告互動親暱，判決被告無罪。

## 韓國
在韩国，公共检察官徐智贤于2018年1月29日在国家电视台JTBC上分享了一篇文章“我有個願望（나는 소망합니다）”内容是关于她被高级检察官殴打和当局政府的压迫经历，Me Too运动也就此开始蓬勃发展。徐在接受采访时声称，她在2010年的一场葬礼上受到韩国司法部政策规划总监和前检察官安泰根的性侵犯。她向上级汇报了此事，但是上级掩盖了这一事件，并将她从首尔的职位降级到昌原检察院，尽管她的工作表现得到了上级的高度赞扬和嘉奖。徐智贤公开承认性侵犯之后，“ Me Too”运动迅速传播到了韩国社会的其他领域。
但是，有关性侵犯和骚扰的讨论在MeToo之前是＃000_nae_seongpongnyeok（＃sexual_violence_in_000）范围内的一系列主题标签，尤其是在艺术和文化#yeonghwagye_nae_seongpongnyeok（#sexual_violence_ust_infilm）范围内。这些主题标签于2016年10月在Twitter上使用，比西方的MeToo运动早一年。他们记录了一种鼓励男性采取积极行动，女性进行“女性化”以避免客观化的工作文化。为记录性侵犯和性骚扰而建立的匿名帐户已受到法律诉讼，或泄露了个人信息（人肉搜索）。除了遭受性侵犯的创伤外，他们还必须面对诉讼的财务，心理和社会负担。
2018年2月13日，包括前女演员金秀姬和女演员洪善珠在内的几名妇女指控被著名的且广受赞誉的舞台导演李润泽性骚扰。此外，金秀姬说，2005年李强奸了她并使其怀孕，为此她进行了流产。此外，女演员洪善珠声称李润泽用棍棒和木筷子强行穿透了她的私处，说这将有助于她的发声。因此，李润泽辞去了他在戏剧界的所有职务，并向遇难者正式道歉。李润泽承认了堕胎以外的所有罪行。
2018年2月22日，演員趙敏基所任教的清洲大學的女學生指控，於校內使用教師特權，多次進行性騷擾及性侵害，後陸續多位受害者出面指控。事件起初，當事人否認了一切的罪行，並將其視為謠言。警方確定找趙敏基約談調查時，於3月9日留下道歉信後自殺身亡，因而引發韓國對“我也是”運動的反彈聲浪。
2018年2月，詩人崔泳美在其新作中不點名揭發多次獲諾貝爾文學獎提名的著名詩人高銀曾長期對其進行性騷擾，在韓國國內引發風波。
2018年3月6日，忠清南道知事安熙正遭秘書控訴4度性侵，於臉書宣布辭去道知事職務，共同民主黨也宣布開除其黨籍，後於2019年2月1日被首尔高等法院判处有期徒刑3年6个月，并当庭逮捕。
2018年6月，因Metoo運動興起，韓國民間要求重新調查張紫妍自殺事件的聲浪再次湧現，經調查後，朝鮮日報的原記者趙某被抓。
2020年4月23日，釜山市長吳巨敦因對市政府女職員進行性騷擾而辭職，也遭共同民主黨開除黨籍。
2020年7月8日，首爾市長朴元淳的秘書控告曾長期遭到市長性騷擾。朴市長於7月9日離開市長官邸後失蹤，在次日凌晨被發現死於市內北岳山。因其死亡，朴市長涉嫌性騷擾的调查被警方叫停。
为了响应MeToo运动的支持，于2018年初制定了公民支持MeToo运动的行动。它是一个由团体组成的网络，这些团体共同组织活动和大规模抗议活动，以支持性侵犯的受害者以及就此问题颁布法律和社会改革。公民行动负责各种大规模的抗议活动和公众演讲活动。

## 臺灣
2018年3月9日臺灣一位匿名體操選手因看到奧運會金牌得主亚历山德拉·莱斯曼揭發拉里·纳萨尔的美国体操性虐待丑闻，而在於社群網站上指控就讀國中時起，遭體操教練梁梅宗性侵長達十年。同年4月3日勵馨社會福利事業基金會舉辦「勵馨30 重返初馨」系列活動記者會時，邀請臺灣民眾參與同月21日在中正紀念堂的「多陪一哩路#MeToo大遊行，勵馨接住你」遊行，主要訴求為反性騷擾、反性侵和支持“我也是”运动。
2019年11月9日台中同志遊行聯盟舉辦「2019台中同志遊行」，以「Me Too, I am 你我同在」為主題，呼籲社會關注親密暴力、家庭暴力、性暴力跟國家暴力，尤其指出同志族群受暴後的求助不易狀況。
2023年5月31日最早由一名民主進步黨黨工指控曾經受到職場性騷擾，但並未得到主管妥善協助處理，甚至遭到隱匿案情、職場霸凌。其後在臺灣形成#MeToo效應，並擴散至媒體、學校、藝文等場域。

## 印度
在印度社交媒體上，#MeToo標籤快速地傳播開來。